# Hans von Salmuth
Hans Eberhard Kurt von Salmuth (Né à Metz le 11 novembre 1888, mort à Heidelberg le 1er janvier 1962) est un général d'armée allemand de la Seconde Guerre mondiale. Le général von Salmuth a commandé plusieurs armées différentes, sur le front de l'Est, mais aussi sur le front de l'Ouest. Son dernier commandement fut celui de la XVe armée allemande en France, lors du débarquement des Alliés en Normandie. Il a reçu la Croix de chevalier de la Croix de fer le 19 juillet 1940.

## Biographie
Fils d'un militaire prussien, Hans von Salmuth (de) naît le 11 novembre 1888 à Metz, une ville de garnison animée de l'Alsace-Lorraine. Avec sa ceinture fortifiée, Metz est alors la première place forte du Reich allemand, constituant une véritable pépinière d'officiers supérieurs et généraux. Comme son compatriote Karl Kriebel, le jeune Hans von Salmuth se tourne naturellement vers la carrière des armes. Il s’engage donc, comme Fahnenjunker, dans la Deutsches Heer, le 19 septembre 1907. Promu Fähnrich, aspirant, en mai 1908, il suit une formation à l'académie militaire, dont il sort Leutnant, sous-lieutenant, en janvier 1909. Le jeune officier est affecté au 3e régiment de grenadiers de la Garde, un régiment qui s'était illustré à la bataille de Saint-Privat le 18 août 1870. En octobre 1912, il est nommé Adjutant du 2e bataillon de ce régiment.

### Première Guerre mondiale
Lorsque la Première Guerre mondiale éclate, Hans von Salmuth sert toujours au 3e régiment de grenadiers de la Garde. Le 24 novembre 1914, Salmuth est promu Oberleutnant, lieutenant, dans son régiment. Le 21 février 1915, il est nommé Regimentsadjutant, adjoint du commandant du régiment. Le 18 août 1916, Hans von Salmuth est promu Hauptmann, capitaine, dans son régiment. Il sert ensuite dans différentes unités de la Deutsches Heer. Affecté à l'état-major du 14e corps de réserve en septembre 1916, il sert à l'état-major de la 35e division de réserve, en janvier 1917. Affecté à l'état-major de la division de cavalerie de la Garde en avril 1917, Salmuth est muté, quatre mois plus tard, dans une unité du 66e corps (de), puis à la 35e Infanteriedivision. Officier d'état-major au haut-commandement du Heeresgruppe Erzherzog, le capitaine von Salmuth est ensuite affecté à l'état-major du Heeresgruppe Linsingen, en janvier 1918, et enfin à l'état-major de l'Ober Ost, le haut-commandement des forces allemandes sur le front de l'Est. Durant le conflit, Hans von Salmuth reçut les croix de fer 2e et 1re classes, avant de recevoir la Croix du Mérite militaire et la Croix de Frédéric.

### Entre-deux-guerres
Après la guerre, Hans von Salmuth poursuit sa carrière militaire dans la Reichswehr. Officier brillant, il sert dans l'état-major de différentes unités d'infanterie. Le 1er février 1928, alors qu'il sert au 9e régiment d'infanterie, von Salmuth est promu Major, commandant. Ensuite, Salmuth commande le 1er bataillon du 12e régiment d'infanterie à Dessau. Il est promu Oberstleutnant, lieutenant-colonel, le 1er février 1932, puis Oberst, colonel, le 1er mai 1934 et sert dans différents états-majors de 1934 à 1937. Le 1er août 1937, Hans von Salmuth est promu Generalmajor, général de brigade, dans la Wehrmacht. Hans von Salmuth est nommé chef d’unité, affecté au 1er groupe de commandement de l'Armée de terre. En 1938, il est affecté comme chef d'état-major à la 2earmée. Hans von Salmuth est promu au grade de Generalleutnant, général de division, le 1er août 1939.

### Seconde Guerre mondiale
En 1939, Hans von Salmuth est nommé chef d’état-major du groupe d'armées Nord, commandée par le général Fedor von Bock, et participe avec succès à l'invasion de la Pologne. Il est nommé chef d'état-major du général von Bock lorsque ce dernier reçoit le commandement du groupe d'armées B de l'Armée de terre, pour l’opération « Fall Gelb », c’est-à-dire l'invasion de la Belgique et de la France, en mai 1940. Après la débâcle des Alliés et l’armistice du 22 juin 1940, von Salmuth reçoit la Croix de chevalier de la Croix de fer, le 19 juillet 1940. Le 1er août 1940, il est promu General der Infanterie, soit général de corps d'armée dans l’infanterie.
En mai 1941, Hans von Salmuth est envoyé sur le front de l'Est avec le XXXe Corps d'armée, où il participe à l'opération Barbarossa et commande en Crimée. Le XXXe Corps de von Salmuth prend part avec succès à la bataille de Sébastopol. En 1942, il est nommé commandant de la 17e armée allemande, du 20 avril 1942 au 1er juin 1942. Pour un court laps de temps, du 6 juin 1942 au 15 juillet 1942, on lui confie le commandement de la 4e armée, en remplacement de l'ancien commandant, Gotthard Heinrici. À la mi-juillet 1942, il est nommé commandant de la 2e armée allemande. Avec la 2e armée, il participe à l'offensive d'été dans le Groupe d'armées B, sous le commandement de Maximilian von Weichs. Même s'il désapprouve les ordres qu'il reçoit, il les applique en soldat, apportant son soutien logistique au SS Einsatzgruppen, et ordonnant la répression contre les partisans soviétiques. Au plus fort de la tourmente, en janvier 1943, Hans von Salmuth est promu Generaloberst, général d'armée, et reçoit l'ordre de tenir ses positions jusqu'à la dernière limite. Ne pouvant obéir à un ordre suicidaire, alors que son armée est sur le point de s'effondrer, Salmuth se replie tactiquement avec ses hommes, peu avant la capitulation de Stalingrad. Le 3 février 1943, il remet le commandement de la 2e armée au général Walter Weiß, avant d'être placé dans la Führerreserve.
Étant l'un des commandants les plus expérimentés du front de l'Est, le général von Salmuth est rappelé en juin 1943, pour commander de nouveau la 4e armée allemande. Deux mois plus tard, en août 1943, il est nommé commandant de la 15e armée, un poste clef dans la défense du front occidental. La 15e armée est alors stationnée sur une zone allant des Pays-Bas à la limite de la Normandie, avec la zone critique du Pas-de-Calais. Hitler s’attendait en effet à un débarquement dans le Pas-de-Calais. Il confie donc pas moins de 17 divisions à Hans von Salmuth, ce qui représente alors le plus fort contingent allemand du front occidental. Le 20 décembre 1943, Hans von Salmuth est inspecté par Erwin Rommel, inspecteur général des défenses de l'Ouest et chef du Groupe d'armées B. Avec son expérience du front de l'Est, le vieux soldat ne se laisse pas impressionner par « le Renard du désert », qui lui reproche alors ouvertement l'état d'avancement insuffisant des travaux de fortification du littoral et le manque de profondeur du dispositif de défense de la 15e armée. Début 1944, Hans von Salmuth renforce bon gré mal gré son dispositif sur le littoral dans les délais impartis.
Le matin du 6 juin 1944, il est précisé dans le journal de guerre de la 15e Armée que Pemsel, chef d'état-major de la 7e armée allemande, avait téléphoné à 5h45 pour informer son homologue des bombardements sur la côte, en ajoutant qu'aucun atterrissage n'avait eu lieu et que l'état-major de la 7e armée maîtrisait la situation. Rassuré, le général von Salmuth était donc allé se recoucher. Le jour du débarquement, le général von Salmuth ne croit donc pas à un véritable débarquement en Normandie, mais à une diversion des Alliés, alors même que son compatriote le général Falley tombait déjà dans une embuscade américaine près de Picauville.
Hans von Salmuth est relevé de son commandement par Hitler pour cause de son inactivité à la fin du mois d’août 1944, peu après l'effondrement du front allemand en Normandie. Il est remplacé par le général Gustav-Adolf von Zangen. Von Salmuth sera privé de commandement jusqu’à la fin de la guerre.

### Après-guerre
Après la guerre, Hans von Salmuth est détenu comme prisonnier de guerre jusqu'en 1948, date à laquelle il est jugé à Nuremberg lors du procès du Haut Commandement militaire. Comme la majorité des hauts gradés de l'armée allemande jugés à cette époque, il est reconnu coupable de crimes de guerre et de crimes contre l’humanité. Condamné à vingt ans de prison, il est libéré au bout de 7 ans, en 1953. Hans von Salmuth est mort à Heidelberg, en Allemagne de l'Ouest, le 1er janvier 1962. Il repose à Wiesbaden.

## Postérité
En 1962, dans le film Le Jour le plus long, il est joué par l'acteur allemand Ernst Schröder. Dans une scène de ce film, deux parachutistes américains tombent dans la cour de son QG, un épisode irréaliste, puisque celui-ci se trouvait à Tourcoing, dans le nord de la France. Son bunker de commandement, où a été entendu le message codé du poème de Verlaine annonçant le débarquement, est devenu le musée du 5 juin 1944.

## Distinctions militaires
- Eisernes Kreuz (1914), 2e et 1re classes[8];
- Bayerischer Militärverdienstorden, 4e classe, avec glaives[8] ;
- Friedrich-Kreuz[8] ;
- Österreichisches Militärverdienstkreuz, 3e classe, avec décoration de guerre[8] ;
- Wehrmacht-Dienstauszeichnung 4e, 3e, 2e et 1re classes ;
- Spange zum Eisernen Kreuz (1939), 2e et 1re classes ;
- Ritterkreuz des Eisernen Kreuzes, le 19 juillet 1940[9].

## État des services

### Date de nomination
- Oberst  - (Colonel) - 1er mai 1934
- Generalmajor  - (Général de brigade) - 1er août 1937
- Generalleutnant - (Général de division) - 1er août 1939
- General der Infanterie - (Général de corps d’armée) - 1er août 1940
- Generaloberst - (Général d’armée) - 1er janvier 1943

### Position personnelle
- Chef d’unité, IIe Corps - 1934 - 1937
- Chef d’unité, 1re Armée Groupe Commandement - 1937 - 1939
- Chef d’unité, Armée Groupe Nord - 1939
- Chef d’unité, Armée Groupe B - 1939 - 1941

### Commandements
- XXXe Corps -  10 mai 1941 - 27 décembre 1941
- 17e Armée -  20 avril 1942 - 1er juin 1942
- 4e Armée -  6 juin 1942 - 15 juillet 1942
- 2e Armée -  15 juillet 1942 - 3 février 1943
- 2e Armée - juin 1943 - 31 juillet 1943
- 15e Armée - 1er août 1943 - 25 août 1944